# Madeline Brewer
Pour les articles homonymes, voir Brewer.
Madeline Brewer, née le 1er mai 1992 à Pitman, dans le New Jersey, est une actrice américaine. Elle est surtout connue pour son rôle de Tricia Miller dans la série Orange Is the New Black, de Janine dans la série The Handmaid's Tale et de Bronte/Louise Flannery dans la série You. 

## Filmographie

### Cinéma
- 2018 : Cam : Alice / Lola
- 2019 : Captive State de Rupert Wyatt : Rula
- 2019 : Queens (Hustlers) de Lorene Scafaria : Dawn
- 2021 : Separation de William Brent Bell : Samantha Nally

### Télévision
- 2013 : Orange Is the New Black : Tricia Miller (7 épisodes)
- 2014 : Stalker : Claudia (saison 1, épisode 9)
- 2014-2015 : Hemlock Grove : Miranda Cates
- 2015 : Grimm : Billie Trump (saison 5, épisode 6 et 7)
- 2016 : Black Mirror : Raiman (saison 3, épisode 5)
- 2017-2025 : The Handmaid's Tale : La Servante écarlate : Janine
- 2022 : Shining Girls (en) : Klara
- 2025 : You (saison 5) : Bronte / Louise Flannery